# Klášter San Salvador de Oña
Klášter San Salvador de Oña byl založen roku 1011 kastilským hrabětem Sanchem Garcíou jako benediktinská fundace ve španělském městě Oña v provincii Burgos. Samotný klášter je směsicí několika architektonických stylů. Součástí je královský panteon.
Královský panteon
- Sancho II. Kastilský
- Sancho III. Navarrský
- Mumadona Kastilská
- García, syn Alfonse VII. Kastilského
- Sancho García, zakladatel kláštera
- Urraca Gómez, manželka fundátora
- García Sánchez, syn fundátora
- Alfons a Jindřich, synové Sancha IV. Kastilského